# Europsko prvenstvo gluhih u rukometu 1987.
Europsko prvenstvo gluhih u rukometu 1987. godine bilo je 4. europsko prvenstvo u športu rukometu za gluhe osobe.
Održalo se je od 15. do 19. travnja 1987. godine u Danskoj u Kopenhagenu.

## Sudionici
Natjecale su se ove reprezentacije: Njemačka, Švedska, Norveška, Italija, Danska i Island.

## Završni poredak
Završni poredak.
| Momčadi |          |
| Zlato   | Njemačka |
| Srebro  | Švedska  |
| Bronca  | Norveška |
| 4.      |          |
| 5.      |          |
| 6.      |          |

| Europski prvaci 1987.   |
| ----------------------- |
| SR Njemačka Prvi naslov |